# Rio Narmada

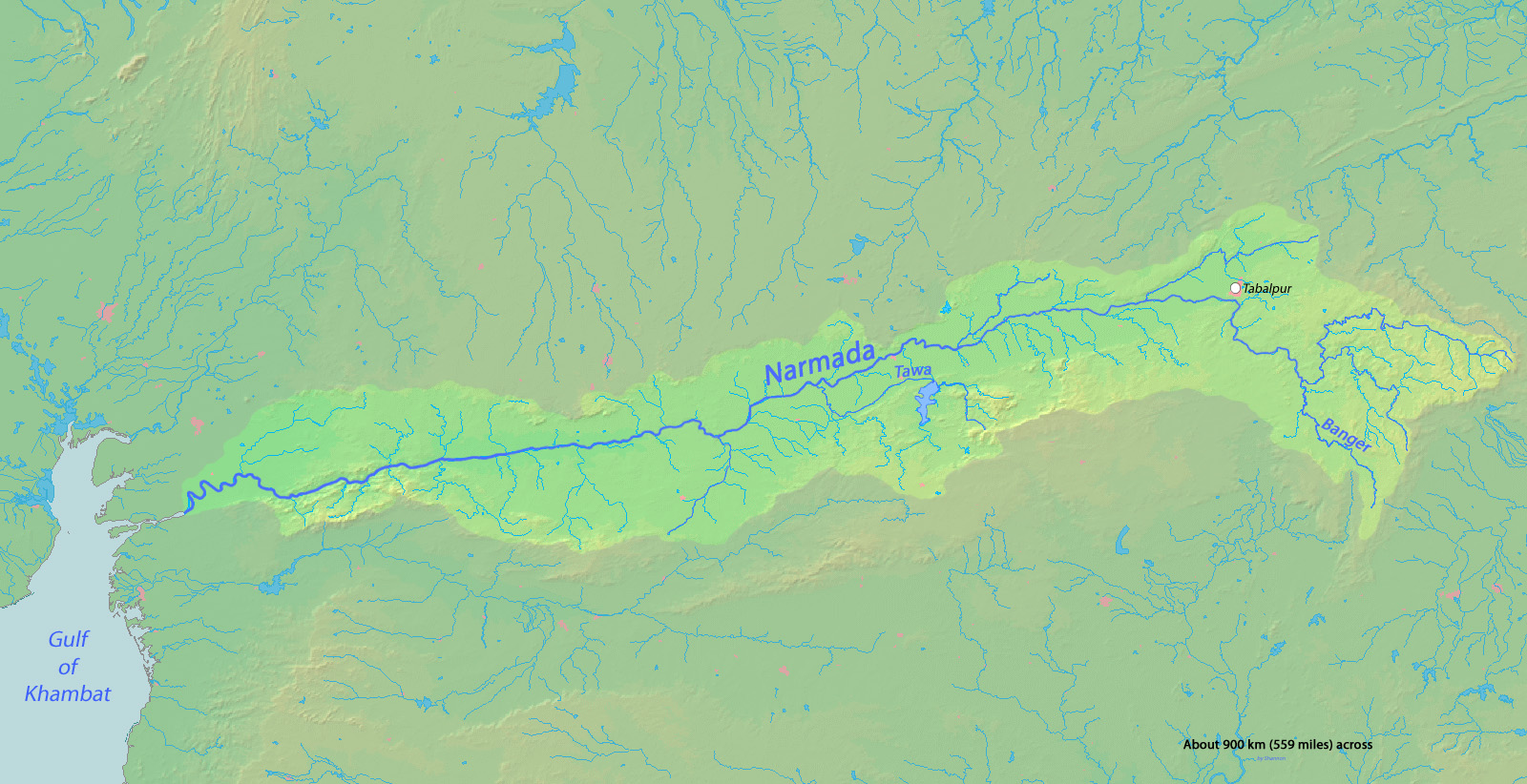
Mapa da bacia do Narmada.

O rio Narmada (devanagari: नर्मदा, em gujarati:  નર્મદા) é um rio dos estados de Madia Pradexe, Maarastra e Guzerate, na Índia. É o quinto mais longo do país, o terceiro mais longo exclusivamente indiano após o Ganges e o Godavari um dos rios sagrados do hinduísmo. Desagua no golfo de Cambaia, no mar Arábico.

## Geografia
O rio Narmada forma a fronteira tradicional entre a Índia do Norte e Índia do Sul, e entre o Decão e a planície Indo-Gangética. Flui na direção leste-oeste durante um longo trajeto de 1312 km até desaguar no golfo de Cambaia (Khambat) no mar Arábico, 50 km a oeste da cidade de Bharuch, no estado de Guzerate.
É um dos três únicos rios principais do subcontinente indiano, e o mais longo destes, que flui na direção leste-oeste (os outros dois são os rios Tapti e Mahi) e também o único rio da Índia que passa por uma fossa tectónica, fluindo para oeste entre as cordilheiras Satpura e Vindhya. No seu percurso passa pelos estados de Madia Pradexe (1077 km), Maarastra (74 km: 35 km de fronteira entre Madia Pradexe e Maarastra e outros 39 km de fronteira entre Madia Pradexe e Guzerate) e Guzerate (161 km).

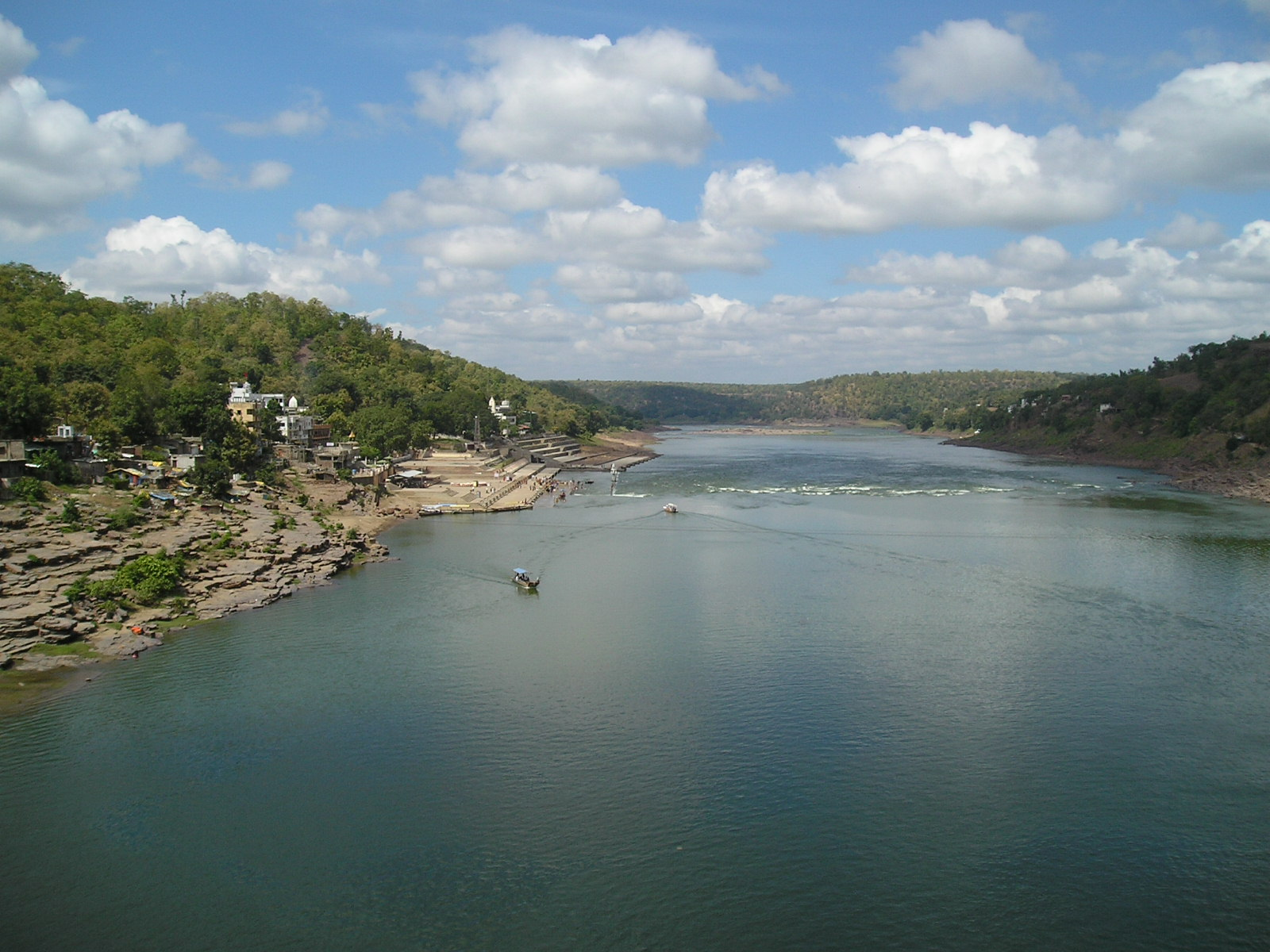
O Narmada na cidade de Omkareshwar.

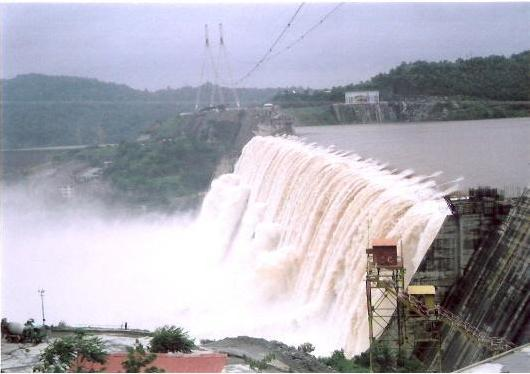
A barragem Sardar Sarovar, em construção.

As principais cidades que estão próximas das suas margens são Jabalpur, Baruch e Omkareshwar.
Na sua bacia foi localizado recentemente um importante projeto de exploração hidroelétrica e rega («Narmada Dam Project»), com a construção de várias barragens (mais de 30 previstas), sendo a mais importante a de Sardar Sarovar. O projeto visa irrigar 18000 km² com 75000 km de canais e será o mais extenso do mundo. Deverá poder levar água a 40 milhões de pessoas e produzir energia elétrica.

## Geologia
O vale do Narmada é um graben. Duas falhas geológicas, chamadas Normada Norte e Normada Sul, são paralelas ao curso do rio, e marcam a fronteira entre os blocos Narmada, Vindhya e Satpura. O vale do Narmada é extremamente importante para estudos na área da paleontologia indiana, com vários fósseis de dinossauros a aí terem sido descobertos - como o Titanosaurus indicus encontrado em 1877 por Richard Lydekker e o recentemente descoberto Rajasaurus narmadensis.